# Тодорка Кондова-Зафировска
Тодорка Илиева Кондова-Зафировска (на македонска литературна норма: Тодорка Кондова-Зафировска) е филмова, радио, телевизионна и театрална актриса и режисьорка от Социалистическа република Македония, доайен на театралното изкуство в страната.

## Биография
Родена е в голямата прилепска фамилия Кондови на 1 февруари 1926 година в Прилеп, тогава в Сърбо-хърватско-словенското кралство, днес в Северна Македония. Сестра е на художника Димитър Кондовски. Играе в Македонския народен театър от първото представление на така наречения македонски език на 3 април 1945 година - „Платон Кречет“. В 1948 година се записва за да учи режисура в Академията за театрално изкуство в Белград. В 1952 година се връща в Народна република Македония като дипломиран режисьор и първата и режисура е „Домот на Бернарда Алба“. Тя е първата жена доцент и редовен професор по актьорска игра във Факултета за драматични изкуства в Скопския университет, и е авторка на книгата „Актерско мајсторство”. Тодорка Кондова-Зафировска е сред първите, които напускат Македонския народен театър и основават Драматичния театър в 1965 година. В 1965 година режисира първото представление в него – „Богомилска балада“ и в същата година режисира и „Бегалка“ от Васил Ильоски която е първата пиеса, която има 200 представления в театъра. Играе във всички постановски, които режисира.
Работи в Драматичния театър в Скопие от 1964 до 1976 година. В периода от 1976 до 1983 година води класа за театрални актьори във Факултета за драматични изкуства в Скопския университет.
На 29 май 2003 година в Скопие е блъсната от кола, докато преминава по пешеходна пътека и умира на място.

## Театрография
Роли
- Мария („Платон Кречет“, 1945);
- Хана („Кралот на Бетајнова“, 1946);
- Зоя („Приказна за правдата“, 1946);
- Фьокла Ивановна („Женидба“, 1948);
- Майката („Стаклена менажерија“, 1954);
- Ангустия („Домот на Бернарда Алба“, 1956);
- Ирина Николаевна Аркадина („Галеб“, 1960);
- Лаура Лембах („Во агонија“, 1960);
- Дона Урака, кастилска инфантка („Сид“, 1962);
- Госпожица доктор Матилда фон Цанд („Физичари“, 1963);
- Тя („Двајца на нишалка“, 1966);
- Андромаха („Тројанки“, 1966);
- Рина („Покојник“, 1967);
- Раниевска Любов Андреевна („Вишновата градина“, 1973);
- Царицата („Јане Задрогаз“, 1974);
- Вини („Среќни денови“, 1976).

Режисури
- „Домот на Бернарда Алба“ от Федерико Гарсия Лорка (1956);
- „Веселиот сон“ от Сергей Михалков (1957);
- „Вејка на ветрот“ от Коле Чашуле (1958);
- „Откако има рај“ от Джон Пристли (1960);
- „Сид“ от Пиер Корней (1962);
- „Пигмалион“ от Джордж Бърнард Шоу (1962);
- „Украдениот принц и загубената принцеза“ от Дон Торнато (1963);
- „Игралито срце јуначко – македонска јуначка поезија“ (1964);
- „Богомилска балада“ от Милан Гюрчинов и Илия Зафировски (1965);
- „Бегалка“ от Васил Ильоски (1965);
- „Кројач за дами“ от Жорж Фейдо (1968);
- „Сојуз на лажните светци или Молиер“ от Михаил Афанасиевич Булгаков (1970);
- „Владимир и Косара“ от Стефан Таневски (1971);
- „Бегалка“ от Васил Ильоски (1972);
- „Вишновата градина“ от Антон Павлович Чехов (1973);
- „Рибарски караници“ от Карло Голдони (1975);
- „Чорбаџи Теодос“ от Васил Ильоски (1986);
- „Мачка во вреќа“ от Жорж Фейдо (1985/86);
- „Татко“ от Август Стриндберг (1989).

## Филмография
Роли
- „Уикенд на мъртъвци“ (телевизионен сериал, 1990);
- „Уикенд на мъртъвци“ (1988);
- „Случки от живота“ (телевизионен сериал, 1986 – 1987);
- „Солунски патърдия“ (телевизионен сериал, 1986);
- „Агне на заколение“ (телевизионен филм, 1982);
- „Илинден“ (телевизионен сериал, 1982);
- „Самотия“ (телевизионен филм, 1981);
- „Дъждовито слънце“ (телевизионен филм, 1977);
- „Хитър Пейо“ (телевизионен сериал, 1977);
- „Телевизионен ребус“ (телевизионни мини-серии, 1973);
- „Земляци“ (телевизионен филм, 1971).

Режисури
- „Лудият и калугерицата“ (телевизионен серил, 1968);
- „Да видя, да видя сто да бъда“ (телевизионни мини-серии, 1967).

## Награди
- Награда „11 октомври“ (1960 и 1983);
- Награда на вестник „Дневник“ от Нови Сад за ролята на Царицата в представлението „Яне Задрогаз“ от Горан Стефановски, режисура на Слободан Унковски, продукция Драматичен театър в Скопие на фестивала „Стериино позорие“ (Нови Сад, 1975);
- Награда за цялостно творчество на Македонския театрален фестивал „Войдан Чернодрински“ (Прилеп, 1992).[1]